# ソユーズTMA-19
ソユーズTMA-19は、第24次長期滞在クルー3名を国際宇宙ステーション（ISS）へ運ぶために2010年6月にソユーズFGによって打ち上げられたソユーズ宇宙船である。2010年11月26日に帰還した。

## 乗組員
- フョードル・ユールチキン (3) -  ロシア RSA
- ダグラス・ウィーロック (2) -  アメリカ合衆国 NASA
- シャノン・ウォーカー (1) -  アメリカ合衆国 NASA